# World Wrestling Council
La World Wrestling Council (WWC), en español Consejo Mundial de Lucha, es la principal promoción de lucha libre profesional de Puerto Rico. Durante los años 1980 fue uno de los principales territorios de lucha libre en el mundo. WWC produce el programa semanal de lucha libre WWC: Las Superestrellas de la Lucha Libre que se transmite sábados y domingos a las 1PM a través de WAPA-TV, el programa se ha visto internacionalmente a través de WAPA America, siendo este el programa de mayor duración en el aire de la televisión actual puertorriqueña.

## Historia

### Primeros años
El World Wrestling Council (WWC) fue fundado el 13 de septiembre de 1973 con el nombre de Capitol Sports Promotion. Los promotores iniciales fueron Victor Jovica, Carlos Colón y Gorilla Monsoon. La compañía fue miembro de la NWA (National Wrestling Alliance) hasta el año 1988.
La WWC adquirió fama en Puerto Rico a través de su programa Las Superestrellas de la Lucha Libre. Donde participaron las estrellas locales como Carlos Colón, Miguel Pérez, El Invader, Huracán Castillo, Hugo Savinovich, TNT, Chicky Starr, Huracán Castillo Jr y Miguelito Pérez, entre otras.
Algunas de las estrellas internacionales fueron Ric Flair, Abdullah The Butcher, Harley Race, Dory Funk Jr., Stan Hansen, Rick Martell, Andre The Giant, Los Pastores de Nueva Zelanda (Butch Miller y Luc Williams) [Macho Man Randy Savage]], Bruiser Brody Kendo Nagasaki, Mr. Pogo, The Iron Sheik, Los Hermanos Youngblood, El Sadistic Steve Strong, JYD (Junkyard Dog entre otros. Carlos Colón y El Invader se convirtieron en íconos nacionales, y villanos como Hércules Ayala y Chicky Starr se ganaban el repudio de los fanáticos.

### Muerte de Bruiser Brody
El 17 de julio de 1988, Frank Goodish más conocido como Bruiser Brody fue asesinado en Puerto Rico, víctima de una serie de puñaladas al estómago. José Huertas González, mejor conocido en la lucha libre como El Invader, fue acusado del asesinato, del cual hubo varios testigos.
A causa de este escándalo, El World Wrestling Council  estuvo a punto de desaparecer por la publicidad negativa y la pérdida de luchadores de Estados Unidos, que se negaron a viajar a Puerto Rico después de la muerte Brody.

### Década de 1990
Pese a los sucesos de julio de 1988 que empañaron la imagen de la compañía, el espectáculo continuó durante la década de los noventa con luchadores como Carlos Colón , Abdullah The Butcher, TNT, Huracán Castillo Jr. entre otros, mientras El Invader se enfrentaba a sus problemas legales por el escándalo de la muerte de Bruiser Brody. En el aniversario de 1992 se enfrentaron El Invader y Carlos Colón, resultando victorioso el primero.
Durante esa década surgió la compañía All Star Wrestling que trajo luchadores extranjeros como Steve Strong, Tony Atlas, y Dwayne McCullogh y adquirió varias estrellas de la Capitol como Chicky Starr, Barrabas, José Luis Rivera y TNT, entre otros.
A mediados de los noventa, y también por problemas económicos, la compañía cambia oficialmente su nombre a World Wrestling Council, y en esta misma época se empieza a notar más acción por parte de la división femenina con luchadoras locales como La Tigresa. Participan estrellas como Chicky Starr, Victor The Bodyguard, Rico Suave, Ricky Santana y Ray González.
Un éxito de la empresa fue Ray González, que comenzó un histórico feudo con Carlos Colón. El éxito de los dos llevó a la compañía a darle una sección dentro del programa a Ray González llamada El Café del Milenio, donde este analizaba e invitaba luchadores a su espacio promoviendo más así su personaje, algo que ya había funcionado en el pasado con Chicky Starr.

### La llegada de la IWA
En 1999 llega la IWA Puerto Rico de Victor Quiñones a Puerto Rico. La empresa mantenía una alianza con la gigantesca World Wrestling Federation trayendo luchadores de reconocimiento mundial, lo que sume a la World Wrestling Council en su peor etapa al no poder competir con estrellas de WWC como Shane The Glamour Boy, Chicky Starr, TNT como Savio Vega, Miguel Pérez, Huracán Castillo Victor, The Bodyguard, Dutch Mantell, Ricky Santana y Fidel Sierra.
Ante la falta de un icono, la WWC respondió con la incursión de Carly Colón (hijo de Carlos Colón) en un gran feudo con Ray González.
Muchos pensaron que era el fin de la aún conocida Capitol.

### Secuestro del Campeonato Universal
La Rabia se fue de la World Wrestling Council, pero no entregaron el Campeonato Universal en posesión de uno de sus integrantes, Biggie Size, quien ganó el campeonato Universal cuando su contrincante Scott Hall no se presentó. La Comisión de lucha libre de Puerto Rico le entregó el Campeonato Universal a Biggie Size y fue entonces cuando en forma graciosa La Rabia hizo una dramatización de un conteo falso y Big cubre a Moody para el conteo y es Xtefy quien hace el conteo de 3 segundos. La Rabia no se presentó la noche del evento Euphoria de WWC, sin embargo se presentó esa misma noche con el Campeonato Universal en el espectáculo de la IWA "Histeria Boricua", donde unificaron el Campeonato Universal con el Peso Pesado de IWA, cuando Blitz, campeón de IWA, derrotó a Biggie Size. Oficiales de WWC se presentaron esa noche en Histeria Boricua exigiendo la devolución del título, pero fueron sacados del Coliseo. La gerencia de World Wrestling Council nunca aprobó esta unificación (aunque si la NWA, empresa que mantenía un vínculo con IWA en la época) y le dio un ultimátum a IWA para que devolviese el título, si no lo hacían iban a tomar acciones legales, luego de un tiempo el título fue devuelto. La Rabia justificó sus actos diciendo que la gerencia les debía dinero.

### Fin de una década y Regreso de Hugo Savinovich
Después de esto la empresa hizo un torneo para escoger un nuevo Campeón Universal de WWC, la correa sería rediseñada proyectando así una mejor imagen y más prestigio al título, que se escogería en Aniversario 2008 en el Coliseo de Puerto Rico.
Muchos luchadores participaron de este, destacando a Orlando Colón (sobrino de Carlos Colón), Noriega, y El Cóndor, un luchador enmascarado quien exigía una oportunidad, este luego se retira cuando se desenmascara en un programa de televisión resultando ser Ray González quien regresa luego de seis años y exige un encuentro para Aniversario 2008 contra Carlito. Para muchos esta era como una pelea de ensueño.
En el evento se dio una asistencia aproximada de 6.000 personas, algo que no se veía desde mucho tiempo. Así Orlando Colón y Noriega fueron a por el título, Noriega ganó y reinó durante 36 días, pues abandonó la compañía por falta de pago y se quedó con el título nuevo. La compañía utiliza la vieja faja mientras recuperan la nueva que sería devuelta cuando estos pagaran su deuda. Necesitaban un campeón sólido y estable, así Ray González vence a Shane Sewell en septiembre Negro y se convierte en campeón. Steve Corino quien había sido contratado desde Aniversario por un año, se mantuvo como campeón desde febrero, cuando le quitó el título a Ray González, hasta el próximo Aniversario. Corino colaboró en la reestructucción de talentos de la empresa. Hugo Savinovich, quien había tenido problemas legales con World Wrestling Council en el pasado, regresa en un homenaje a él en Aniversario 2009, con una mejor asistencia aún cerca de 8.000 personas. El evento contó con la participación de Félix Trinidad. Esa misma noche Noriega reaparece con el título nuevo y ataca al recién coronado campeón BJ "El Fenómeno". A finales de 2009 la empresa logra un acuerdo con Chicano y otra facción de ex-IWA a la que llamaron "Los Fugitivos de la Calle" como también con la exestrella de la International Wrestling Association, y entonces AAA en México, El Mesías Ricky Banderas para un encuentro de ensueño en enero de 2010 contra Carlito, pero Ray González interviene y la lucha se convierte en un Three Way Dance por La Copa Luchador de la Década en el evento Euphoria 2010 Coliseo de Puerto Rico José M. Agrelot, resultando ganador Ray González, Más tarde en un evento en Caguas, El Mesías logra vencerlo y se lleva La Copa de Luchador de la Década.

### Negociaciones con Savio Vega y Regreso del Invader
Para Aniversario 2010, Hugo Savinovich fungió como productor principal del evento. Hugo, quien es también amigo de Savio Vega (Vicepresidente de IWA), también fungió como mediador para que Savio Vega se sentara a negociar con WWC. Luego de trece años de no estar allí. El principal objetivo era que Savio Vega hiciera aparición en el Aniversario de la WWC, pero las negociaciones caducaron y no se llegó a ningún acuerdo formal. Sin embargo Savio Vega se presentó junto a Carlos Colón en el programa "Ahora Podemos Hablar" de la periodista Carmen Jovet donde se dejó un ángulo abierto cuando Savio Vega le lanza un frasco de pastillas a Carlos Colón en forma de burla hacia el escándalo de medicamentos que tuvo su hijo Carlito. A finales del 2010, WWC perdería a quien fuese el pilar más grande de la compañía durante los pasados años, cuando Ray González confirmara su participación en "Christmas in PR" evento de la promoción rival IWA.
El nuevo año comenzaría con la coronación de Ricky Banderas como Campeón Universal sobre Carlito, pero a solo días de haber ganado la faja y sin hacer ninguna defensa Ricky Banderas fue despojado de la correa por confirmar su participación en un próximo evento de IWA. A falta de un icono en la compañía, WWC hizo lo inimaginable al negociar un trato para traer de vuelta a José Huertas González El Invader (ya retirado) quien había abandonado la empresa hacia nueve años luego de diferencias personales y económicas con los promotores. Huertas fue envuelto en ángulo con El Sensacional Carlitos y The Precious One Gilbert, donde este último desprestigiaba a las leyendas de la lucha libre entre ellas El Invader.

### Fallido ángulo interpromocional
En 2011 las negociaciones con Savio Vega volvieron a darse y luego de rumores sobre una invasión, se confirmó un ángulo interpromocional cuando en el programa de "Superestrellas de la Lucha Libre" del 16 de julio apareciera Savio Vega. Al día siguiente en Aniversario ante un concurrido Coliseo Rubén Rodríguez en Bayamon, Savio Vega concreto la invasión al llegar con varios luchadores de la IWA, entre estos el campeón Hiram Tua, Thunder & Lightning, Noel, Dennis, Ridix, Chicano y Spectro. El 30 de julio en el evento Summer Attitude de IWA se celebró un homenaje a Victor Quiñones para exaltarlo al Salón de la Fama de la IWA, cuando Gilbert (WWC) llegó para insultar la memoria de este. Savio Vega sale y Gilbert rompe el cuadro de conmemoración, luego salen El Sensacional Carlitos, Mr. Big, Blitz, Lynx, Niche y Shane entre otros para atacar a Savio pero antes salieron los luchadores de IWA para correrlos del lugar. Savio reto a los luchadores de WWC para pelear pronto y estos aceptaron. Para septiembre Negro los entonces campeones mundiales en parejas "Los Fugitivos de la Calle" Niche y Lynx lanzaron un reto a cualquier pareja de Puerto Rico en un combate por las correas, este reto fue aceptado por "La Malicia" Dennis y Noel (luchadores de IWA). La Malicia se llevó la victoria en una controversial decisión que involucró al árbitro José "Pelayo" Vásquez, los ganadores escaparon con los títulos por la salida de vehículos de carga del coliseo inmediatamente finalizó el encuentro. La empresa anuló este combate y no reconoció como campeones a Dennis y Noel, aunque estos tomaron posesión de los títulos. La Malicia ha emitido su opinión a través de videos en internet, haciendo fuertes declaraciones contra ambas empresas. La IWA se desligo de las acciones cometidas por La Malicia y exigió que devolviesen los campeonatos, sin embargo estos continuaron laborando para la IWA y mantuvieron los títulos defendiéndolos en territorios independientes como EWO y NPW. A partir de este conflicto el ángulo interpromocional quedó pausado por diferencias entre los promotores de WWC e IWA. Los títulos fueron devueltos cuando Los Fugitivos de la Calle luchadores de WWC interceptaron los títulos en posesión de Noel los campeonatos en parejas de IWA y WWC.

### 2012
La empresa comenzó el año con el evento Euphoria que presentaba varias de las personalidades más importantes de la lucha libre puertorriqueña en los últimos años, Ricky Banderas, Carlito, Gilbert, El Invader, Chicky Starr, Ray González, El Sensacional Carlitos, Huracán Castillo, y hasta Savio Vega quien regresaba después del fiasco del ángulo de IWA contra WWC en Aniversario 2011, esta vez Vega no parecía representar a la IWA sino más bien como un talento independiente ya que IWA se encontraba en un cierre temporal de funciones y su enfoque fue Carlito Caribbean Cool. Sin embargo esta historia con Savio Vega una vez más quedaba en el olvido. Nunca se concretó una riña formal entre ambos ni mucho menos un encuentro. WWC prosiguió su camino individual, mientras Savio eventualmente volvería a IWA. La llegada a la empresa de Orlando Toledo causaría la formación de una nueva facción a cargo de este último y la cual fue llamada El Nuevo Mando cuyos miembros iniciales fueron Gilbert, Bolo The Red Bulldog, Diabólico y Kenny Dykstra. Durante los siguientes meses WWC llevó a cabo varios eventos en los que destaca Noche de Campeones donde Gilbert se coronaria Campeón Universal. Para el evento Aniversario 2012 se cuadro una revancha (de Aniversario 2001) entre Thunder & Lightning y Ray González & Carlito con la particularidad de que este encuentro envolvía Máscaras y Cabelleras. Este encuentro terminó con la incógnita de los rostros de Thunder & Lightning al estos caer derrotados en Aniversario 2012. Más adelante ingresa Savio Vega a WWC luego de más de 15 años de ausencia en la empresa envolviéndose en un ángulo con Victor Jovica. Los eventos septiembre Negro y Halloween Wrestling Xtravaganza fueron éxitos para WWC.

### 2013-2014
El año comenzó con la tradicional cartelera de Reyes, Euphoria evento que también logró buena asistencia mas no buenas críticas. Al igual que el año pasado Euphoria contó con la mejor representación actual de lucha libre del país, al tener a Ray González, Ricky Banderas, Apolo, Savio Vega, Invader, Carlito, Gilbert, Thunder & Lightning, Huracán Castillo Jr entre otros. Otro gran acierto para la empresa fue la rivalidad entre Carlos Colon y El Invader logrando una buena asistencia en el evento Summer Madness. Justo después de celebrar su 40 aniversario WWC comienza una nueva etapa que consistió en la búsqueda de nuevos talentos. De esa manera ingresan a la compañía luchadores de diferentes compañías independientes. Entre ellos destacan Mike Mendoza, Mighty Ursus y Syler Andrews. Durante el mes de noviembre se da el regreso a WWC de TNT personificado por Savio Vega quien había estado inactivo en la empresa desde agosto, De esta manera WWC cierra el 2013 como un año bien exitoso. A principios de 2014 ingresan nuevos talentos del circuito independiente a la empresa entre ellos OT Fernández, JC Navarro y Big Daddy David Montes y la incursión como luchador de Angel Fashion quien labora con la empresa como árbitro desde el 2005, Fashion hace la transición a luchador(HEEL)iniciando un feudo contra Tommy Diablo por el WWC Junior Heavyweight Championship para así posicionarse como uno de los mejores luchadores en la WWC en el 2014.

## Equipo creativo
Históricamente el equipo creativo de WWC ha sido liderado por Carlos Colón; sin embargo, en toda su historia muchas personas han sido parte de la producción de WWC. Anteriormente han ejercido esta función Dutch Mantel y José Huertas González. De manera parcial también han colaborado en el pasado Victor Jovica, Hugo Savinovich, Steve Corino, Ramón Álvarez (El Bronco #1), José Rivera, Víctor Quiñones, Orlando Colón y Héctor "Moody Jack" Meléndez.

#### Años 1970
Carlos Colón, Gorilla Monsoon, Victor Jovica, Victor Quiñones, Huracán Castillo Sr, José Rivera.

#### Años 1980
Hugo Savinovich, José Huertas, Carlos Colón, Victor Quiñones, Jose Rivera, Victor Jovica.

#### Años 1990
Eric Embry, José Huertas, Dutch Mantel, Carlos Colón, Chicky Starr, El Profe, El Bronco I.

#### Años 2000
Dutch Mantel, José Huertas, Ray González, Ramón Álvarez, Ricky Santana, Julio Estrada, Tommy Diablo, Jose Chaparro, Hector "Moody Jack" Melendez, Carlos Colón, Orlando Colón, Steve Corino.

#### Años 2010
Ray González, José Chaparro, Jose Huertas, Willy Urbina, Carlos Colón, Carlos Cotto, Juan Manuel Ortega, Orlando Colón, José Roberto Rodríguez, Orlando Toledo.

#### Años 2020
Ray González, Eddie Colón, Chicano, Gilbert, Jose Roberto Rodriguez, Michael Morales.

## Roster
- Xavant
- Intelecto 5 Estrellas
- Mike Nice
- Gilbert
- Brian Idol
- Nihan
- Zcion RT1
- Julio Jiménez
- Primo Colón
- Carlito
- Ray González
- Chicano
- Lighting
- Mr. Big
- Will Kalagan
- Black Pain
- Makabro
- El Informante
- Sr. Anthony
- Diego Luna
- Jovan
- Brandon
- JC Jexx
- Tony Leyenda

#### Tag Teams
- La Seguridad
- Los Inmortales

#### División Femenina
- Natalia Markova
- Amazona
- Stephany Amalbert

#### Comentaristas
- Abel Durant
- Axel Cruz
- Michael Morales

## DVD
- Lo Mejor de Aniversario Vol. 1 (2005)
- Legends of WWC: Lo Mejor de Bruiser Brody (2006)
- Legends of WWC: Lo Mejor de Carlos Colón (2007)
- WWC Aniversario: 85 -88 (2008)
- WWC Aniversario 2009: El Más Grande de Todos (2010)
- WWC Aniversario 2012  (2012)
- WWC Aniversario 40  (2013)

## Eventos anuales
- Euphoria
- La Hora de la Verdad
- Noche de Campeones
- Camino a la Gloria
- Honor vs Traición
- Summer Madness
- Aniversario
- Septiembre Negro
- Halloween Wrestling Xtravaganza
- Crossfire
- Lockout

## Campeonatos
| Campeonato                                | Campeón Actual        | R° | Obtenido el       | Días | Campeón Anterior          |
| ----------------------------------------- | --------------------- | -- | ----------------- | ---- | ------------------------- |
| WWC Universal Heavyweight Championship    | Intelecto 5 Estrellas | 1  | abril de 2022     | 1058 | Chris Masters             |
| WWC Puerto Rico Heavyweight Championship  | Gilbert               | 2  | mayo de 2022      | 1135 | Carlos Calderón           |
| WWC World Tag Team Championship           | Nihan & Black Pain    | 1  | mayo de 2022      | 939  | Julio Jiménez y Zcion RT1 |
| WWC Television Championship               | Lightning             | 1  | marzo de 2022     | 1214 | Enyel                     |
| WWC World Junior Heavyweight Championship | El Informante         | 2  | noviembre de 2021 | 1058 | Emil Roy                  |

## Asociaciones
| Año                     | Empresa                                           |
| ----------------------- | ------------------------------------------------- |
| 1979-1988 2024-presente | National Wrestling Alliance                       |
| 2003-2019               | World Wrestling Entertainment                     |
| 2003 2006 Presente      | Total Nonstop Action Wrestling / Impact Wrestling |
| 1998 2010-2015 Presente | AAA Lucha Libre Worldwide                         |